# الفلوس (فلم 2019)
الفلوس فيلم تشويق وإثارة مصري من إنتاج سنة 2019. الفيلم من إخراج سعيد الماروق، وتأليف محمد عبد المعطي، وإنتاج شركة نيوسينشري للإنتاج الفني ودولار فيلم، ومن بطولة تامر حسني، وزينة، وخالد الصاوي، وعائشة بن أحمد، ومحمد سلام.

## ملخص القصة
يدور الفيلم حول سيف، نصاب محترف، تستعين به الفتاة الجميلة الثرية حلا، ليساعدها في استعادة أموالها من نصّاب آخر، لتبدأ سلسلة لا نهائية من الخدع والألاعيب التي تختلط فيها مفاهيم الحب والصداقة والحياة.

## طاقم التمثيل
- تامر حسني بدور سيف[3]
- زينة بدور حلا
- خالد الصاوي بدور سليم
- عائشة بن أحمد بدور هايلة
- محمد سلام بدور حامد
- كميل سلامة بدور الأب الروحي لسيف وسليم
- جوهرة بدور الراقصة
- عمر زهران بدور مذيع ظهر في إحدى المشاهد لتامر حسني
- أحمد السقا (ضيف شرف)
- ويزو (ضيف شرف)
- مي عز الدين (ضيفه شرف)
- علي ربيع (ضيف شرف)

## الإنتاج

### التطوير
كان الفيلم يحمل في البداية اسم (حمزة)، ثم تم تغييره إلى (نصب تذكاري)، حتى تم الاستقرار على الاسم الأخير (كل سنة وأنت طيب)، ثم تم تغييره إلى (عملة صعبة) ثم (الفلوس). حل الفنان محمد سلام محل الفنان محمد ثروت الذي اعتذر بسبب انشغاله بمسرحية (3 أيام في الساحل). وحل الفنان اللبناني كميل سلامة محل الفنان عزت أبو عوف الذي وافته المنية قبل مواصلة تصوير دوره في الفيلم.
الفيلم ثاني تجربة إخراجية للمخرج اللبناني سعيد الماروق، في السينما المصرية، بعد فيلم 365 يوم سعادة. وأول عمل سينمائي للراقصة جوهرة. والفيلم هو التعاون الرابع بين تامر حسني وزينة بعد أفلام: كابتن هيما، وحالة حب، وسيد العاطفي. تم تأجيل الفيلم من قبل الشركة المنتجة من 2 أكتوبر 2019، إلي 21 يناير 2020، بعد أن وجدت أن الموعد سيكون ظالما للعمل، وذلك في ظل انشغال الجمهور بالعام الدراسي الجديد، وجاء ذلك القرار في اللحظات الأخيرة خلال جلسة عمل قبل أيام قليلة نهاية شهر سبتمبر 2019، باتفاق جميع صناعة حيث استقروا أن الموعد الجديد هو الأنسب للفيلم.
قامت شركة نيوسينشري المنتجة للفيلم بتغير الملصق (البوستر) الخاص بالفيلم قبل إطلاقه بشهر وأحد، بسبب سوء التصميم والتنفيذ، ومظهر الممثلة زينة الجرئ على الملصق. وتم تصميم الملصق الثاني للفيلم بطريقة الرسم.

## التسويق
نشر تامر حسني الإعلان الأول لفيلم الفلوس على مواقع التواصل الإجتماعي الخاصة به، بعد أن كان مقررًا عرضه في عيد الأضحى. وفي 11 أكتوبر 2019، تم طرح الإعلان الثاني للفيلم، على موقع اليوتيوب.

## وصلات خارجية
- مقالات تستعمل روابط فنية بلا صلة مع ويكي بيانات